# Arctia septata
Arctia septata är en fjärilsart som beskrevs av Smith 1953. Arctia septata ingår i släktet Arctia och familjen björnspinnare. Inga underarter finns listade i Catalogue of Life.